# Ваня Джаферович
Ваня Джаферович (на хърватски: Vanja Džaferović) е футболист, победител в Сървайвър: Камбоджа и водещ на Survivor 7.

## Кариера
Като юноша преминава през формациите на „Интер“-Запрешич, НК „Загреб“ и НК „Локомотива“. От 2002 до 2005 играе за ХНК „Сегеста“. През юли 2005 преминава в „Берое“ и бързо се утвърждава като един от основните играчи на отбора. От октомври 2006, по решение на старши треньора на Берое Илиан Илиев, хърватинът е капитан на „заралии“. В началото на 2008 Ваня става играч на софийския клуб „Локомотив“. Там си партнира в центъра на защитата с Дарко Савич. Първият полусезон не е много успешен за хърватина, който записва само 5 мача. През сезон 2008/09 е твърд титуляр в защитата на „железничарите“. През лятото на 2010 преминава в кипърския „Етникос Ахнас", но не записва нито един мач, след като получава тежка травма на коляното и се лекува 9 месеца. В края на годината се завръща в „Берое“, но записва първия си мач чак през май 2011, срещу „Академик (София)“. През сезон 2011/12 отново скъсва коленни връзки и не играе половин сезон. Контузията му се усложнява и през ноември 2012 Ваня слага край на кариерата си. и започва работа в администрацията на клуба.

## Личен живот
Женен е за участничката в „Сървайвър: Панама“ и гримьорка Евгения Ангелова–Джаферович, с която има две деца.

## Сезони в „Берое“
- 2004/05 – 26 мача, 2265 минути, 1 гол, 12 жълти картона, 2 червени картона
- 2005/06 – 10 мача, 900 минути, 1 гол, 3 жълти картона, 0 червени картона
- 2010/11 – 4 мача, 188 минути, 0 гола
- 2011/12 – 18 мача, 1545 минути, 5 гола, 5 жълти картона

## Извън футбола
През 2014 г. печели Сървайвър: Камбоджа и голямата награда от 100 000 лв. През 2015 г. участва в Big Brother All stars. Там той остава на престижното второ място. Джаферович е част и от сезон 5 на предаването „Като две капки вода“. През 2021 г. заедно с Христо Запрянов прави предаването „(Контра)културисти“. Водещ е на Survivor 7.